# Malcolm Pearson
Malcolm Everard MacLaren Pearson (20 de Julho de 1942, Devizes, Wiltshire) é um barão e empresário britânico e antigo líder do Partido da Independência do Reino Unido (UKIP). É membro da Câmara dos Lordes.